# 香川県道173号高松停車場栗林公園線
香川県道173号 高松停車場栗林公園線（かがわけんどう173ごう たかまつていしゃじょうりつりんこうえんせん）は、香川県高松市を通る県道である。

## 概要
香川県庁の前を通っているため、大部分は県庁前通りの愛称がついている。
JR四国予讃線・高徳線高松駅から国の特別名勝である栗林公園を結んでいる他、沿線には香川県庁などを有する番町があり、高松市の中心市街地における西部の行動軸となっている。
番町1丁目交差点・天神前の両交差点内はクランク状になっており、信号機の時差や右折時などの走行方法が通常の交差点とは異なっている。

### 路線データ
- 起点：香川県高松市寿町一丁目（高松駅前交差点、国道30号交点）
- 終点：香川県高松市中野町（栗林公園北門）
- 総延長：2.381 km
- 実延長：総延長に同じ（被重複区間なし）
- 幅員
  - 起点 - 西の丸町交差点：20 m
  - 西の丸町交差点 - 錦町交差点：32 m
  - 錦町交差点 - 番町1丁目交差点：15  m
  - 番町1丁目交差点 - 天神前交差点：22 m
  - 天神前交差点 - 終点：12 m
- 車線数
  - 起点 - 西の丸町交差点：2車線
  - 西の丸町交差点 - 錦町交差点：6車線
  - 錦町交差点 - 終点：2車線
- 最高速度：40 km/h

## 路線状況

### 成立過程
当線は高松城城下町時代からの道を拡張した部分と、戦後の区画整理で新たに作られた部分が存在し、その成立過程は4区間に分けられる。また、成立過程の異なる道路を一本の県道として指定したため、その継ぎ目はすべてクランク状の変則的な交差点となって成立過程を後世に残している。
臨港部
- 起点 - 瀬戸大橋通り

瀬戸大橋通り以北はいったん瀬戸大橋通りと重複して東進した後、すぐ西の丸町で北進する変則的なルートを取っているが、これはサンポート高松整備に伴う「高松港頭地区土地区画整理事業」によってルートが変わったものである。もともとは瀬戸大橋通りとは重複せずにそのまま北進し、高松駅地下道入口（旧高松駅仮駅舎前）付近で北東へ斜めに折れ、現在の高松駅バスターミナル前で現在のルートと合流していた。その名残で現在でもバスターミナル前のみが北東から南西に向けて斜めになっている。その後区画整理によって廃道となった旧県道跡地はことでん高松築港駅の高架駅予定地と高松駅駅舎の一部分になっている。また、高松駅前のタクシー乗り場も県道173号の一部として整備された。
ルート変更前のこの区間は路面電車「高松琴平電気鉄道市内線」の軌道跡であった。
北部
- 瀬戸大橋通り - 番町1丁目交差点

この区間は戦前には全く存在しなかった道路で、法泉寺や宅地などが存在していた。戦後になると戦災復興土地区画整理事業で新たにこの道路が作られ、これに伴い西側と東側（市立四番丁小学校の以南は市道四番町3号線として残存）の平行する2本の道路が廃道となった他、敷地の一部に法泉寺がかかっていたことからシンボルである釈迦像が数十m移動された。
中部
- 番町1丁目交差点 - 天神前交差点

現在県道となっている部分は戦前は小道であった。かつてこの付近の南北の通りは県道の1本東側に現存する市道天神前五番町線がメインであり、その市道に路面電車「市内線」が走っていた。
南部
- 天神前交差点 - 終点

通称「八本松」と呼ばれる天神前交差点以南は戦前から存在した通りで、路面電車「市内線」の軌道もこの部分に存在した。2010年（平成22年）、この部分に栗林公園きたもん通りの愛称がついた。

### 都市計画道路指定
当県道は全線が都市計画道路に指定されており、指定名は高松駅前線、高松海岸線および浜ノ町栗林公園線。高松駅前線は当県道のうち高松駅前交差点（起点） - 西の丸町交差点からなる。1992年（平成4年）12月11日、戦災復興院告示第39号により指定。最終告示は2004年（平成16年）5月17日の香川県告示第354号。高松海岸線は市道屋島西町17号線、市道高松海岸2号線および香川県道16号高松王越坂出線別線の各全線ならびに香川県道157号高松東港線のうち下水処理場北交差点 - 福岡町2丁目交差点および当県道のうち西の丸町交差点 - 錦町交差点（市道高松海岸線重複）からなる。1946年（昭和21年）6月5日、戦災復興院告示第39号により指定。車線数・名称の変更などを除く最終決定日は1991年（平成3年）12月13日。最終告示は、2004年5月17日の香川県告示第354号。浜ノ町栗林公園線は当県道のうち錦町交差点 - 栗林公園前（終点）からなる。1946年6月5日、戦災復興院告示第39号により指定。車線数・名称の変更などを除く最終決定日は1992年（平成4年）12月11日。最終告示は、2004年（平成16年）5月17日の香川県告示第354号。
都市計画道路高松駅前線
- 指定部分：起点 - 西の丸町交差点
- 路線番号：3・4・151
- 指定日：1992年（平成4年）12月11日

都市計画道路高松海岸線
- 指定部分：西の丸町交差点 - 錦町交差点
- 路線番号：3・4・112
- 指定日：1946年（昭和21年）6月5日

都市計画道路浜ノ町栗林公園線
- 指定部分：錦町交差点-終点
- 路線番号：3・5・131
- 指定日：1946年（昭和21年）6月5日

### 名称・愛称
- 瀬戸大橋通り（高松市：さぬき浜街道の一部、西の丸町交差点 - 錦町交差点）
- 県庁前通り（高松市：錦町交差点 - 天神前交差点）
- 栗林公園きたもん通り（高松市：天神前交差点 - 終点、2010年（平成22年）11月23日命名）

## 地理

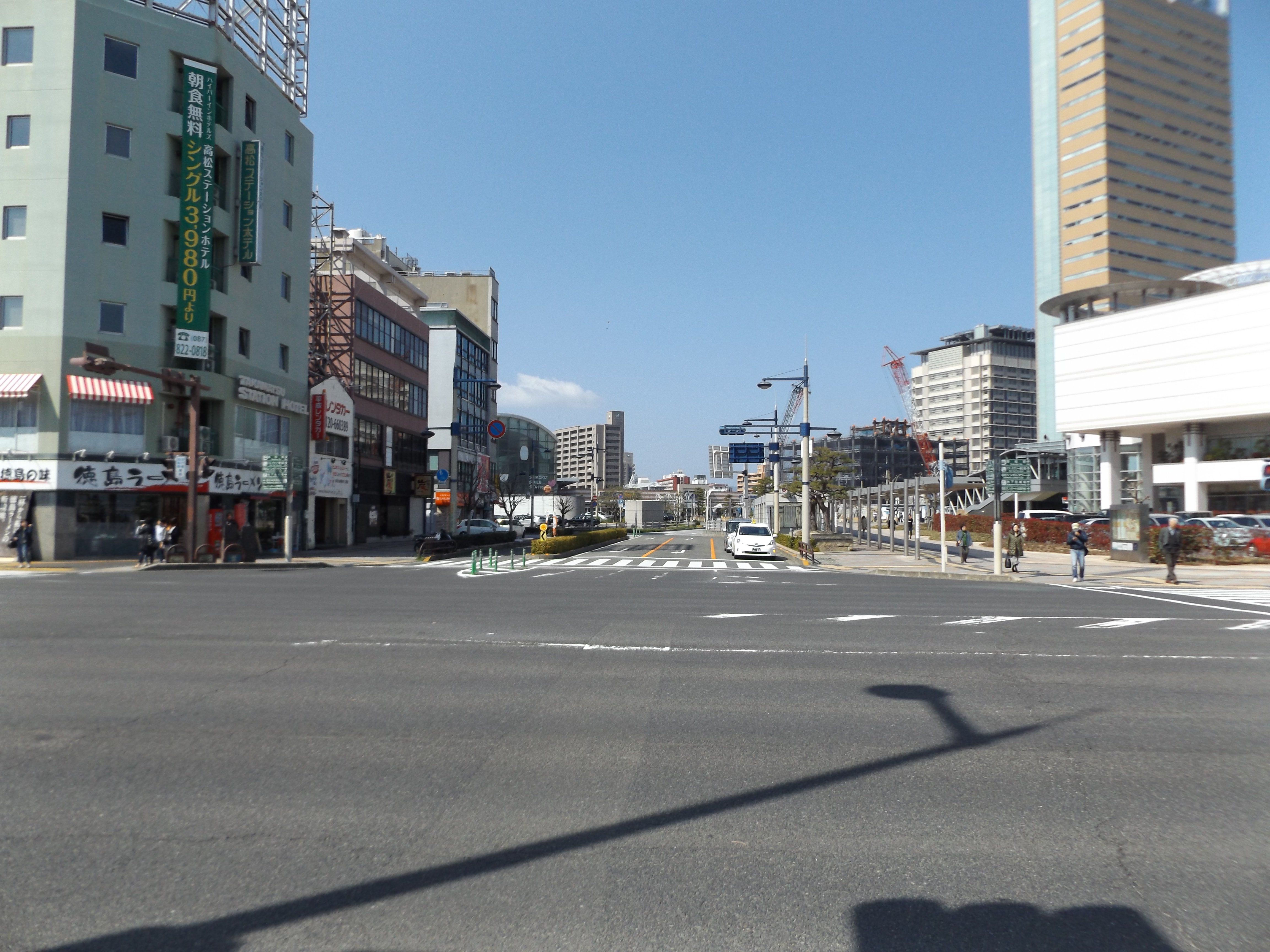
起点・高松駅前交差点

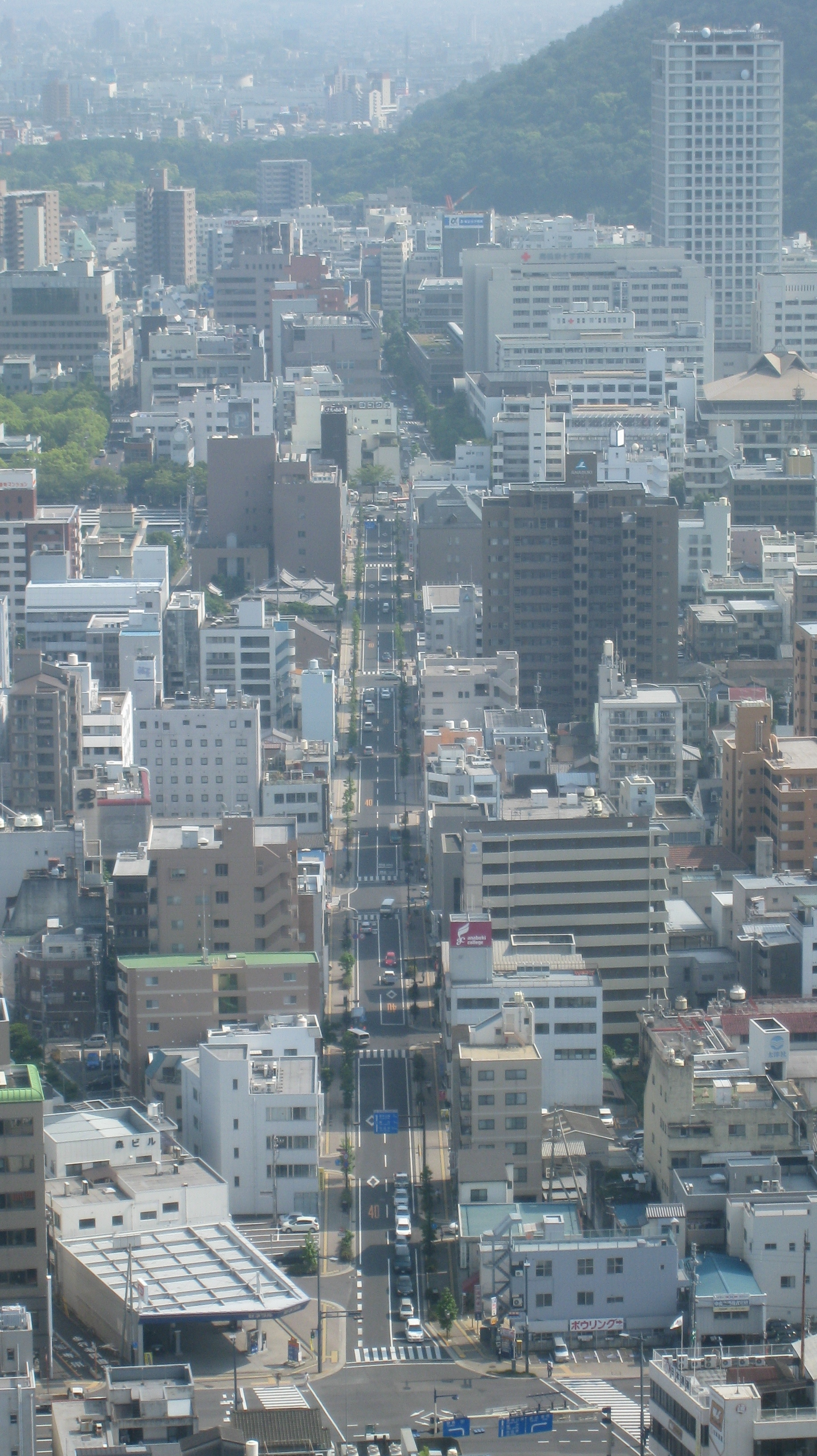
手前から奥に伸びているのが本線。奥で突き当たっているように見えるのが番町1丁目交差点で、右上の高層ビルが香川県庁

### 通過する自治体
- 高松市

### 交差する道路
| 交差する道路                                             | 交差する場所 | 交差する場所          |
| -------------------------------------------------------- | ------------ | --------------------- |
| 国道30号 国道436号 重複                                  | 寿町一丁目   | 高松駅前交差点 / 起点 |
| 高松市道高松海岸線 / 瀬戸大橋通り                        | 西の丸町     |                       |
| 高松市道兵庫町西通町線                                   | 兵庫町       |                       |
| 高松市道二番町築地線 / 美術館通り                        | 番町1丁目    |                       |
| 香川県道269号塩江香川高松自転車道線 高松市道五番町西宝線 | 番町1丁目    | 高松市番町1丁目交差点 |
| 高松市道天神前瓦町線 / 菊池寛通り                        | 番町4丁目    | 県庁北交差点          |
| 香川県道33号高松善通寺線 / 丸亀街道                      | 番町5丁目    | 天神前交差点          |
| 高松市道馬場田町線 / 八幡通り                            | 中野町       | 終点                  |

### 沿線
- JR四国予讃線・高徳線 高松駅
- 香川県高松北警察署
- NHK高松放送局
- 高松市役所
- 香川県立高松高等学校
- 高松赤十字病院
- 香川県警察本部
- 香川大学教育学部附属高松小学校
- 英明高等学校